# La Cepeda (Madrid)
Dehesa de la Cepeda es un enclave de la Comunidad de Madrid, (España) que se encuentra completamente rodeado por la comunidad autónoma de Castilla y León. Pertenece al término municipal de Santa María de la Alameda. Hasta 1833 perteneció a la provincia de Segovia, que la reclama desde entonces.
Está constituida como pedanía, con 0 habitantes censados desde que el INE ha ofrecido datos.

## Ubicación
Está situada a unos 3,3 km de Peguerinos en la provincia de Ávila, a 4,2 de El Espinar, en la provincia de Segovia y a 6,3 km de Santa María de la Alameda, esta última en la Comunidad de Madrid.
Es también cercana al municipio de San Lorenzo de El Escorial, donde está situado el Monasterio de El Escorial.
El Espinar ha exigido sin éxito que este territorio pasase a formar parte de su municipio. En fechas recientes [¿cuándo?] se ha realizado el deslinde del límite jurisdiccional con el citado municipio de El Espinar.

## Historia
En el siglo XIX, con la desamortización de Mendizábal, el ministro Pascual Madoz expropió muchos bienes comunales. Estos terrenos que constituían una dehesa perteneciente al Sexmo de El Espinar en Concejo de Segovia, salieron a subasta y fueron adquiridos por la familia Sainz de Baranda, que fue familia de Pedro Sainz de Baranda, que era alcalde de Madrid en el momento en el que se efectuó la división provincial de 1833. Tiempo después pasó a ser de ganaderos humildes, sin dejar de pertenecer en todo este proceso al municipio de Santa María de la Alameda.
Hasta la división provincial de 1833 perteneció a la provincia de Segovia, que la reclama desde entonces.

## Demografía

### Evolución de la población
| 0             | 0 | 0 | 0 | 0 | 0 | 0 | 0 | 0 | 0 | 0 | 0 | 0 | 0 | 0 | 0 | 0 | 0 | 0 | 0 | 0 | 0 | 0 | 0 |
| (Fuente: INE) |   |   |   |   |   |   |   |   |   |   |   |   |   |   |   |   |   |   |   |   |   |   |   |

## Comunicaciones
Su única comunicación es a través de pistas forestales con el municipio segoviano de El Espinar y el abulense de Peguerinos.